# 阿尔弗雷德·吕克尔
阿尔弗雷德·吕克尔（德語：Alfred Lücker，1931年3月29日—2008年12月22日），德国男子曲棍球运动员。他曾代表德国、德国联队参加1952年和1956年夏季奥林匹克运动会曲棍球比赛，获得一枚铜牌。